# November 7.
November 7. az év 311. (szökőévben 312.) napja a Gergely-naptár szerint. Az évből még 54 nap van hátra.
Névnapok: Rezső + Amarant, Amaranta, Csenger, Éneás, Engelbert, Erneszt, Ernő, Florentin, Karen, Karin, Karina, Lázár, Lázó, Rados, Radován, Radvány, Ralf, Raul, Rolf, Rudolf, Szulamit

## Események
- 680 – Összeül a konstantinápolyi egyetemes zsinat, ahol Honorius pápát eretneknek minősítik, és kiközösítik az egyházból.
- 1491-pozsonyi béke  III. Frigyes és II. Ulászló között
- 1520 – II. Keresztély dán király kivégezteti a svéd nemesség és polgárság egy részét Stockholmban.
- 1659 – A pireneusi békeszerződés[1] lezárja az 1635 óta tartó francia–spanyol háborút.
- 1687 – A pozsonyi országgyűlés alsótáblája (10-én a felsőtáblája is) elfogadja a Habsburg-ház fiúági örökösödésének törvényét, és lemond az ellenállási jog-ról.
- 1701 – Megszökik bécsújhelyi börtönéből II. Rákóczi Ferenc, miután tudomására jut, hogy a császári udvar a magyar törvények mellőzésével akarja őt elítélni.
- 1769 – Orvosi fakultás jön létre a nagyszombati egyetemen, ez a szervezett orvosképzés kezdete Magyarországon.
- 1860 – A Kisfaludy Társaság Szépirodalmi Figyelő néven új esztétikai, kritikai és szépirodalmi folyóiratot indít, Arany János szerkesztésében.
- 1865 – Londonban megalapítják a London Gazette című újságot.
- 1916 – Thomas Woodrow Wilson amerikai elnököt újraválasztják.
- 1917 – 1917-es októberi orosz forradalom (Nagy Októberi Szocialista Forradalom).
- 1921 – Megalakul az olasz fasiszta párt (Partito Nazionale Fascista).
- 1941 – A moszkvai díszszemlén részt vevő egységek – a belvárosból egyenesen – a frontra mennek, hogy felvegyék a harcot a főváros felé törő német csapatokkal.
- 1942 – Marokkóban és Algériában brit és amerikai csapatok szállnak partra Dwight D. Eisenhower amerikai tábornok parancsnoksága alatt.
- 1944 – Franklin D. Roosevelt amerikai elnököt harmadszor is újraválasztják. (1932 óta elnök, negyedik elnöki időszakát kezdi meg, ő az egyetlen, akit kettőnél több elnöki periódusra megválasztottak).
- 1945 – A Dél-afrikai Köztársaság az ENSZ tagja lesz.
- 1950 – Sztálin híd néven felavatják a budapesti Árpád hidat Budapesten, az Oktogont November 7. tér-nek, az Erzsébet és Teréz körutat Lenin körút-nak nevezik át.
- 1951 – Legördül a gyártósorról az első Żuk (a gyártása 2001-ben fejeződött be).
- 1951 – Megkezdődik a próbaüzem az Inotai hőerőműben, amely a November 7. Erőmű nevet kapja..
- 1956 – Megérkezik szovjet tankokon Budapestre Kádár János, leteszi a hivatali esküt Kádár János miniszterelnök kormánya, ezzel a harmadik Nagy Imre-kormány jogilag megszűnik, Münnich Ferenc rendeletileg tiltja meg a államvédelmi szervek újraszervezését.
- 1956 – Befejeződik a szuezi válság.
- 1957 – Megkezdődik a Trabant autók gyártása Zwickauban, az NDK-ban.
- 1968 – Dél-Vietnámban kihirdetik a rendkívüli állapotot.
- 1970 – Faji zavargások Floridában (Daytona Beach).
- 1971 – Ipari létesítményeket avatnak Magyarországon a „Nagy Októberi Szocialista Forradalom” évfordulójának tiszteletére. A Székesfehérvári Könnyűfémmű új szalaghengerművét és a Borsodi Vegyikombinát két új üzemét adják át.
- 1972 – Richard Nixon amerikai elnököt újraválasztják.
- 1990 – A november 7-i ünnepség alatt Alekszandr Smonov merényletet kísérel meg Mihail Gorbacsov szovjet elnök ellen.
- 1991 – Magic Johnson bejelenti, hogy pozitív HIV-tesztje miatt visszavonul a kosárlabdázástól.
- 1994 – A Hágai Nemzetközi Törvényszék először emel hivatalosan vádat a délszláv háború során elkövetett háborús bűncselekmények miatt. A vádlott: Dragan Nikolić, egy boszniai szerb fogolytábor volt parancsnoka.
- 1995 – A magyar parlament elfogadja a devizatörvényt, ezzel az utolsó akadály is elhárul a forint konvertibilitása elől.
- 2007 – A grúziai Tbilisziben a rendőrség szétveri a – közel egy hete tartó – tüntetést.
- 2007 – Első alkalom Oroszországban, hogy az Orosz Kommunista Párt – Moszkva város vezetőinek meghozott döntése értelmében – nem koszorúzhatja meg a Lenin-mauzóleumot.

## Sportesemények
Formula–1
- 1993 – ausztrál nagydíj, Adelaide - Győztes: Ayrton Senna  (McLaren Ford)
- 2010 – brazil nagydíj, Autódromo José Carlos Pace - Győztes: Sebastian Vettel  (Red Bull-Renault)

NASCAR
- 1976 – NASCAR Cup Széria, Atlanta Motor Speedway - Győztes: Dave Marcis (Dodge)
- 1982 – NASCAR Cup Széria, Atlanta Motor Speedway - Győztes: Bobby Allison (Buick)
- 1999 – NASCAR Cup Széria, Phoenix International Raceway - Győztes: Tony Stewart (Pontiac)
- 2004 – NASCAR Cup Széria, Phoenix International Raceway - Győztes: Dale Earnhardt Jr. (Chevrolet)

## Születések
- 1471 és 1474 között – Laurentio de Campeggio olasz bíboros és diplomata, aki Magyarországon járt pápai követként († 1539)
- 1598 – Francisco de Zurbaran spanyol festő († 1664)
- 1810 – Erkel Ferenc magyar zeneszerző, karmester, zongoraművész és sakkmester († 1893)
- 1823 – Zichy Antal magyar politikus, a Kisfaludy Társaság tagja, a Magyar Tudományos Akadémia tiszteleti tagja, Zichy Mihály festőművész bátyja († 1898)
- 1846 – Ballagi László jogászhallgató, író, Ballagi Mór fia († 1867)
- 1861 – Lesser Ury német festő († 1931)
- 1867 – Marie Curie Fizikai- és Kémiai Nobel-díjas lengyel származású francia fizikus († 1934)
- 1879 – Lev Davidovics Trockij orosz bolsevik forradalmár († 1940)
- 1884 – Aczél Ilona magyar színésznő († 1940)
- 1886 – Aaron Nimzowitsch orosz sakk-nagymester († 1935)
- 1887 – Gragger Róbert magyar irodalomtörténész, a magyar könyvészet és a magyar kulturdiplomácia jeles képviselője. filológiai felfedezése az Ómagyar Mária-siralom († 1926)
- 1903 – Konrad Lorenz fiziológiai és orvostudományi Nobel-díjas osztrák etológus († 1989)
- 1907 – Csizmarek Mátyás magyar zeneszerző, újságíró, író, karmester († 1973)
- 1909 – Szobonya Zoltán magyar ügyvéd, 1956-os forradalmár († 1958)
- 1913 – Albert Camus irodalmi Nobel-díjas francia író, filozófus († 1960)
- 1913 – Áron Nagy Lajos Munkácsy Mihály-díjas magyar festőművész († 1987)
- 1914 – Görög Ilona magyar színésznő († 1985)
- 1914 – Hidvéghy Lajos magyar színész
- 1918 – Billy Graham (Dr. William Franklin Graham, Jr.), amerikai baptista prédikátor, hittérítő († 2018)
- 1919 – Robert Prince amerikai katonatiszt, aki levezényelte a cabanatuani rajtaütést († 2009)
- 1921 – Horváth János közgazdász, politikus, az Országgyűlés korelnöke († 2019)
- 1922 – Al Hirt amerikai jazz-zenész († 1999)
- 1925 – Pál Lénárd Kossuth-díjas fizikus, matematikus, az MTA tagja († 2019)
- 1926 – Joan Sutherland ausztráliai opera-énekesnő (szoprán) († 2010)
- 1927 – Claude Storez (Claude Tonin Horace Storez) francia autóversenyző († 1959)
- 1927 – Dévényi Tibor magyar biokémikus, író († 2003)
- 1933 – Bokodi Béla magyar újságíró, televíziós szerkesztő, riporter
- 1933 – Hagelmayer István magyar közgazdász, az Állami Számvevőszék volt elnöke († 1997)
- 1933 – Iszlai Zoltán József Attila-díjas magyar költő, író († 2022)
- 1936 – Gwyneth Jones walesi opera-énekesnő (szoprán)
- 1938 – Barry Newman amerikai színész (Petrocelli) († 2023)
- 1938 – Heirits Erzsébet kétszeres Európa-bajnok asztaliteniszező
- 1948 – Alex Ribeiro (Alex Diaz Ribeiro) brazil autóversenyző
- 1950 – Csiszár Imre Kossuth- és Jászai Mari-díjas magyar színházi rendező
- 1952 – Csaba Péter magyar hegedűművész, karmester
- 1952 – David Petraeus amerikai tábornok, a CIA volt igazgatója
- 1953 – Janesch Péter magyar műépítész
- 1953 – Xantus János magyar filmrendező († 2012)
- 1956 – Jonathan Palmer (Jonathan Charles Palmer) brit autóversenyző
- 1967 – Sharleen Spiteri skót énekesnő, a Texas együttes frontembere
- 1967 – David Guetta francia zeneproducer és house-DJ.
- 1969 – Hélène Grimaud francia zongoraművésznő
- 1969 – Nagy Enikő magyar színésznő
- 1970 – Andy Houston amerikai NASCAR versenyző
- 1970 – Sándor Júlia magyar színésznő († 2022)
- 1971 – Robin Finck amerikai zenész, a Guns N’ Roses zenekar szólógitárosa
- 1973 – Yunjin Kim színésznő („Lost”)
- 1975 – Wanda Curtis magyar pornószínésznő
- 1978 – Rio Ferdinand angol labdarúgó
- 1986 – Jérémy Cadot olimpiai ezüstérmes francia tőrvívó
- 1987 – Bárnai Péter magyar színész
- 1989 – Darja Zgoba ukrán tornász
- 1990 – David de Gea spanyol labdarúgó
- 1996 – Lorde új-zélandi dream pop/indie pop/electronica énekesnő
- 2004 – Tobias Wolf osztrák rövidpályás gyorskorcsolyázó, ifjúsági olimpikon

## Halálozások
- 1539 – Brodarics István váci püspök, II. Lajos király kancellárja, a mohácsi csata történetének krónikása (* 1490 körül)
- 1579 – Bekes Gáspár erdélyi politikus és hadvezér, akit a róla elnevezett Bekes-halmon temetnek el Vilniusban (* 1520)
- 1642 – Lósy Imre esztergomi érsek. (* 1580 körül)
- 1831 – Bolla Márton magyar piarista pap (* 1751)
- 1872 – Alfred Clebsch német matematikus (* 1833)
- 1897 – Divald Károly magyar fényképész, a magyar fényképészet úttörője (* 1830)
- 1901 – Johann Oberth magyar evangélikus lelkész (* 1823)
- 1913 – Alfred Russel Wallace angol természettudós, zoológus, utazó (* 1823)
- 1928 – Tóth Árpád magyar költő, műfordító, újságíró (* 1886)
- 1940 – Pintér Jenő magyar irodalomtörténész, az MTA tagja (* 1881)
- 1944 – Dr. Richard Sorge német újságíró, a II. világháború alatt Japánban dolgozó szovjet kém (* 1895)
- 1944 – Szenes Hanna magyar költő, magyar zsidó származású brit ejtőernyős (* 1921)
- 1947 – Garbai Sándor magyar szociáldemokrata politikus, a magyar Tanácsköztársaság egyik vezetője (* 1879)
- 1954 – Haller Frigyes fotóművész (* 1898)
- 1956 – Gérecz Attila magyar költő, öttusázó, az 1956-os forradalom hősi halottja (* 1929)
- 1956 – Jean-Pierre Pedrazzini francia fotóriporter (* 1927)
- 1962 – Anna Eleanor Roosevelt amerikai ENSZ-diplomata, Franklin Delano Roosevelt elnök felesége (* 1884)
- 1967 – Ian Raby brit autóversenyző (* 1921)
- 1968 – Hamvas Béla Kossuth-díjas magyar filozófus, író (* 1897)
- 1975 – Bárczi Géza Kossuth-díjas magyar nyelvész, az MTA tagja (* 1894)
- 1975 – Piero Dusio olasz autóversenyző (* 1899)
- 1979 – Joó Rózsi magyar színésznő (* 1900)
- 1979 – Germanus Gyula magyar orientalista, arab nyelvészeti és kultúrtörténeti szakíró, egyetemi tanár, utazó (* 1884)
- 1980 – Steve McQueen amerikai filmszínész (* 1930)
- 1983 – Germaine Tailleferre francia zeneszerző, a francia Les Six zeneszerzői csoport egyetlen női tagja (* 1892)
- 1990 – Lawrence Durrell brit író (* 1912)
- 1992 – Alexander Dubček szlovák kommunista politikus, rövid ideig Csehszlovákia vezetője (1968–1969), a prágai tavasz kulcsfigurája (* 1921).
- 1997 – Mamcserov Frigyes magyar filmrendező (* 1923)
- 2012 – Vallai Péter Jászai Mari-díjas magyar színész (* 1946)
- 2014 – Seszták Ágnes magyar pedagógus, újságíró, politológus (* 1944)
- 2014 – Gera Zoltán Kossuth-díjas magyar színművész, a nemzet színésze (* 1923)
- 2016 – Leonard Cohen kanadai költő, regényíró, énekes és dalszövegíró (* 1934)
- 2021 – Németh Oszkár magyar rockzenész, a Fonográf dobosa (* 1946)
- 2021 – Kovács Béla Kossuth- és Liszt Ferenc-díjas magyar klarinétművész, zenepedagógus, érdemes- és kiváló művész (* 1937)
- 2021 – Simon László  magyar matematikus, egyetemi tanár (* 1940)

## Nemzeti ünnepek, emléknapok, világnapok
→Sablonvita:Ünnepek/11-07:
- a magyar opera napja (Erkel Ferenc születése évfordulóján)[2]
- az 1917-es októberi orosz forradalom ünnepe Fehéroroszországban[3] és Kirgizisztánban.[4] (Nem hivatalosan Oroszországban is sokan ünneplik.[5])
- Szent Willibrord, az első utrechti püspök, „a frízek apostolának” emléknapja[6]
- Szent Engelbert kölni érsek, vértanú emléknapja[7]